# 伯努瓦·卡拉诺布
伯努瓦·卡拉诺布（法語：Benoît Caranobe，1980年6月12日—），生于塞纳河畔维特里，法国男子体操运动员。他曾参加2004年和2008年两届奥运，其中在2008年北京奥运中获得男子个人全能的铜牌。